# Chełm Dolny
Chełm Dolny (phát âm tiếng Ba Lan: [xɛwm ˈdɔlnɨ]; tiếng Đức: Wartenberg) là một ngôi làng thuộc khu hành chính của Gmina Trzcińsko-Zdrój, thuộc quận Gryfino, West Pomeranian Voivodeship, ở phía tây bắc Ba Lan. Nó nằm khoảng 12 kilômét (7 mi) về phía nam của Trzcińsko-Zdrój, 44 km (27 mi) phía nam Gryfino và 62 km (39 mi) phía nam thủ đô khu vực Szczecin.
Trước năm 1945, khu vực này là một phần của Đức. Đối với lịch sử của khu vực, xem Lịch sử của Pomerania.
Henning von Tresckow lớn lên ở Wartenberg và được chôn cất tại nghĩa trang địa phương, nơi đã bị phá hủy sau Thế chiến II.